# يورغن ماتشو
يورغن ماتشو (بالألمانية: Jürgen Macho)‏ ، من مواليد 24 أغسطس 1977 في فيينا في النمسا ، لاعب كرة قدم نمساوي.
يلعب مع نادي إيك أثينا اليوناني منذ عام 2007.
بدأ باللعب مع منتخب النمسا لكرة القدم في عام 2005.

## روابط خارجية
- يورغن ماتشو على موقع الاتحاد الدولي (مؤرشف)  (الإنجليزية)
- يورغن ماتشو على موقع الاتحاد الأوربي (الإنجليزية)
- يورغن ماتشو على موقع قاعدة بيانات كرة القدم.إي يو (الإنجليزية)
- يورغن ماتشو على موقع بيانات كرة القدم. دي إي (الألمانية)
- يورغن ماتشو على موقع ناشيونال فوتبول تيمز (الإنجليزية)
- يورغن ماتشو على موقع Soccerbase.com (لاعب) (الإنجليزية)
- يورغن ماتشو على موقع عالم كرة القدم.نت (الإنجليزية)